# Маруся Богуславка (поема Куліша)
Маруся Богуславка. Староруська поема (1620—1621) — поема Пантелеймона Куліша.

## Історія написання
На думку літературознавців, вибір Пантелеймоном Кулішем теми, пов'язаної із Марусею Богуславкою, не випадковий. Відомо, що саме Куліш вперше опублікував записану ним від кобзаря А. Шута народну думу про Марусю Богуславку. Уже згодом він більш уважно придивлявся до історії і культури мусульманських країн не лише через їх постійні контакти з Україною (як, скажімо, українського народу з Османською імперією), а й намагався збагнути саму суть їх цивілізації і релігії. Про це свідчить інша поема письменника «Магомет і Хадиза», написана на східну тематику.
В той же час Куліш дуже серйозно намагався естетично та історично обґрунтувати тему вищості жіночого начала у сутності людського буття (про це відомо не лише із змісту самих творів, а й із висловлювань письменника). Ця тема у творчості П. Куліша окреслена у дослідженні Василя Щурата «Філософічна основа творчості Куліша» (Львів, 1922).
Взявши народну думу за основу великої епічної поеми «Маруся Богуславка» (як видно із дописок П. Куліша, поема мала містити принаймні двадцять чотири пісні і охоплювати період 1620—1621 рр.), письменник порівняно із текстом думи суттєво розширив історичний простір твору, по суті, модифікував і філософськи обґрунтував нову ідейно-естетичну концепцію, пов'язану не лише із образом Марусі Богуславки, а й із самою сутністю цього складного історичного часу. Свого часу досить детальний і вичерпний огляд теми «Маруся Богуславка в українській літературі» дав Степан Томашівський.

### Редакції
У коментарях до поеми у 2-ох томнику 1989 року зазначено, що автограф поеми є не першою редакцією твору, а останньою (принаймні інша, повніша, невідома). Публікація у ЛНВ (1901.— Кн. 2—3) містить всю «другу» частину твору (а не трьох пісень), яка, на думку упорядника, чомусь не становить «якоїсь художньої цінності». В той же час зрозуміло, що художня цінність твору має розглядатися виключно у контексті всього тексту. Уточнення потребує і така констатація результатів зіставлення першодруку «першої частини поеми» і зазначеного автографа (тобто, по суті, різних текстів): «готуючи першу частину поеми до публікації, автор доопрацьовував текст». Зіставлення наявних автографів поеми свідчить, що у ЛНВ (1899 — Кн. 10—12) маємо текст першої редакції і саме цей рукопис був переданий свого часу Іванові Пулюєві. Ця редакція має певні відмінності від остаточного тексту. Найосновніші з них:
після «Присвяти Г Іанні] Б [арвінок]», текст якої загалом не зазнав суттєвих змін, йшов «Пролог». Його зміст в основному відповідає першій і другій думам першої пісні останньої редакції. Перша редакція завершується «Епілогом». Текст цього вірша Куліш помістив у рукописі збірки «Дзвін» під заголовком „Татарам, написавши поему «Маруся Богуславка»“, а також і у виданні збірки. Ці тексти мають певні смислові відмінності, що читач можу легко виявити.
Очевидно, одразу після завершення праці над текстом першої редакції Пантелеймон Куліш, прагнучи опублікувати поему, переробив її і переписав для цензури, яка запропонувала автору опустити пролог. Тому в автографі цієї редакції він відсутній, хоч спершу і був там. Ось як це пояснює сам Куліш у дописці олівцем (адресованій, очевидно, І. Пулюю):
| Пролог увесь вичеркнув цензор, та я його, як бачите, і сам викинув, пославши рукопись до Стар [ицького], а він у цензуру. Так, як єсть, лучче, ніж з тим прологом. Хоть Ви його хвалили, та я навпослі скепкував його,— вибачайте в цім слові, високоповажний пане докторе |
У самому тексті рукопису є помітки І. Пулюя. Ця редакція містить «Присвят», вісім пісень (а не сім, як у першій) та «Епілог». Між текстом відповідних пісень остаточної редакції тут є лише кілька відмінностей. Дещо вирізняється від зазначених вище редакцій поеми автограф без початку і з іншим прологом. Далі йде текст восьми пісень, після яких є позначення автора: "Кінець первій половині «Марусі Богуславки». Після того є уже інший «Епілог». Текст цієї редакції зберігається у ЦНБ, ф. I, од. зб. 28364.
У фонді Івана Франка зберігається автограф трьох пісень з «другої половини» поеми (дев'ята — одинадцята), щоправда, тут відсутня перша дума дев'ятої пісні, із правками І. Франка. Саме цей текст, а також повніша копія цієї частини поеми, зроблена Ганною Барвінок, і стали основою публікації у ЛНВ (1901.— Кн. 2—3). При публікації І. Франко зазначає внесені ним правописні виправлення, а також деякі доповнення до Кулішевих пояснень змісту окремих висловлювань поеми. На автографі є наведена І. Франком у вступному слові до публікації поеми помітка П. Куліша.
Є також автографи двох редакцій тринадцятої пісні поеми, які зберігаються в ЦНБ, ф. І, од. зб. 28362.
Текст другої редакції цієї пісні надруковано у другому томі «Сочинений и писем П. А. Кулиша» (С. 388—393).
Окремо зберігається текст «Поспіву» до поеми. Нумерація на цьому автографі свідчить, що Куліш спершу мав намір його подати після закінчення восьмої пісні. Надруковано у «Сочинениях и письмах П. А. Кулиша».
Окремі уривки з поеми, а також із драми «Петро Сагайдачний», є у ЦНБ, ф. І, од. зб. 28581, писані ручкою і олівцем, але дуже нерозбірливо. Це окремі аркуші так званої «Чорної рукописі» П. Куліша за 1892 рік (зберігається у повному обсязі в ІЛ, ф. 18, од. зб. 27—30, і охоплює записи за 1891—1892 рр.).
У цілісному вигляді рукопис поеми представлено в автографі, який зберігається в ІЛ (ф. 18, од. зб. 7, 9). Цей текст, який містить тринадцять пісень (остання незакінчена), а також «Поспів», є останнім. За основу цієї редакції автор, без сумніву, взяв текст попередньої повної редакції (ЦНБ, ф. І, од. зб. 28365). Остання редакція і була підготовлена Кулішем до друку, про що свідчить така його дописка:
| Печатати три сотні примірників і виручку з розпродажі обертати на користь газети «Народ» |
Внизу олівцем: «А печатати не в Коломиї».
В автографі замість епіграфа із поеми Дж. Г. Байрона «Паломництво Чайльд Гарольда» Куліш дав два висловлювання Івана Грозного і Петра І. Це загалом чистовий примірник з незначними правками. Ймовірно, що Куліш переписав цей текст в 1894 р. або трохи пізніше. Про це свідчить напис Куліша на автографі передостанньої редакції поеми: «Перечитано з 12 леденя 1894 і подекуди поправлено» і тексті копії, зробленої Ганною Барвінок.

## Композиція
Поема поділена на тринадцять пісень. Перед «піснею первою» йде «Присвят», після тринадцятої — «Поспів». Кожна пісня поділена на думи.

## Історія публікацій
Вперше надруковано у журналі «Літературно-науковий вісник» — 1899. — Кн. 10. — С. 1—19; Кн. 11.- С. 141—162; Кн. 12, С. 259—281. Ця публікація містила: «Присвят Г. Б.», пролог, перші сім пісень, а також «Епілог» і супроводжувалася приміткою редактора: «Друкуючи отсю поему покійногої Куліша, ласкаво достачену нам професором Пулюєм, ми чинимо се задля її високої поетичної і язикової стійкості, не пропускаючи ані змінюючи нічого. Про поему і висловлені в ній погляди ми надіємось по надрукуванню цілості подати окрему студію».
Наступна частина (пісні 9—12, план подальшого розвитку сюжету поеми, «Поспів», а також незакінчена частина 13-ї пісні) була надрукована також у Літературно-науковому віснику (1901.— Кн. 2.— С. 118—139; Кн. 3.— С. 239—262).
Ця публікація відкривалася невеликим вступним словом Івана Франка:
Видавець зібрання творів Пантелеймона Куліша у 5-ти томах Іван Каманін стверджує:
|  | з приміток на початку та в кінці рукопису видно, що твір був написаний ще до пожежі на хуторі в Калишовці в 1885 р., тому відповідно ми розташовуєм її після "Недогарків", котрі відповідно до відомостей, є більш раннім твором.Оригінальний текст (рос.) «из приписок в начале и конце рукописи видно, что она была написана еще до пожара в хут [оре] Кулишовке в 1885 г., и потому мы помещаем ее вслед за «Недогарками», которые, судя по датам на них, более раннего происхождения |

Варто зазначити, що І. Каманіну, який здійснював це видання творів П. Куліша разом із О. М. Білозерською-Куліш і мав таким чином доступ до архіву письменника, чомусь були відомі лише тексти трьох редакцій (вони зберігаються в ЦНБ, ф. І, од. зб. 28365, 28366 і 28368), про що він пише у своїх коментарях до поеми Свідченням достовірності слів І. Каманіна може бути лист П. Куліша до Омеляна Огоновського від 15 квітня 1889 р. писав:
| Із наших драм історичних [...] маю готові «Цар Наливай» і «Петро Сагайдачний». Та ще маю поему «Маруся Богуславка»[20] |
Тут же дається і позначення автора, що закінчення поеми згоріло під час пожежі 1885 р. Дата на автографі "Присвяти до поеми «Маруся Богуславка» свідчить, що поему (у першій її редакції) було написано, можливо, ще й раніше: «Р[оку] Б[ожого] 1882 у Відні».